# Winand Fell
Winand Fell (* 13. Dezember 1837 in Aachen; † 5. Juli 1908 in Münster) war ein deutscher Theologe und Orientalist.

## Leben
Der Sohn eines Handwerkers besuchte das Kaiser-Karls-Gymnasium in Aachen und studierte von 1857 bis 1860 katholische Theologie in Münster und Bonn. 1861 wurde er in Köln zum Priester geweiht. Anschließend war er Kaplan in St. Ursula. Von 1869 bis 1871 ließ er sich für ein Studium der orientalischen Sprachen in Berlin und Leipzig beurlauben. 1871 wurde er in Leipzig promoviert. Von 1873 bis 1886 arbeitete er als Religionslehrer (später Oberlehrer) am Marzellen-Gymnasium in Köln. Ab 1886 wurde er dann als Professor der Exegese des Alten Testaments an die Universität Münster berufen. Er war mehrmals Dekan der Theologischen Fakultät und 1893/94 Rektor der Universität.

## Schriften (Auswahl)
- Canones Apostolorum Aethiopice : dissertatio inauguralis. Brockhaus, Leipzig 1871 (Leipzig, Univ., Diss., 1871) (Digitalisat).
- Die Christenverfolgung in Südarabien und die himjarisch-äthiopischen Kriege nach abessinischer Ueberlieferung. In: Zeitschrift der Deutschen Morgenländischen Gesellschaft, Bd. 35 (1881), Heft 1, S. 1–74.
- Ueber den Ursprung und die Entwicklung des höhern Unterrichtswesen bei den Muhammedanern. In: Bericht über das Königliche Katholische Gymnasium an Marzellen zu Köln; 1882/83, S. 1–35.
- Ein exegetisches Rätsel des Alten Testaments (Dan 9,26). In: Theologische Quartalschrift, Bd. 74 (1892), Heft 3, S. [355]–395.
- Lehrbuch der allgemeinen Einleitung in das Alte Testament. Schöningh, Paderborn 1906 (Wissenschaftliche Handbibliothek. Reihe 1., Theologische Lehrbücher; 25).